# Kenny Morgans
Kenneth Godfrey „Kenny“ Morgans (* 16. März 1939 in Swansea, Wales, Vereinigtes Königreich; † 18. November 2012) war ein walisischer Fußballspieler, der seine Profilaufbahn bei Manchester United begann. Er war einer der Überlebenden des Flugunfalls von München-Riem, bei dem Mannschaft und Tross des englischen Klubs auf dem Rückflug von einem Europapokalspiel verunglückten.

## Karriere
Matt Busby, Trainer von Manchester United, entdeckte den jungen Waliser bei einem Jugendpokal-Spiel zwischen Swansea Town und seinem Klub. 1955 schloss Morgans sich dem englischen Verein an und spielte zunächst in der Jugend, nebenbei machte er eine Lehre auf einer Schiffswerft in Manchester. Der Rechtsaußen wurde Mannschaftskapitän des Jugendteams und avancierte 1957 in den Kader der Erstligamannschaft, teilte sich dort später ein Zimmer mit Bobby Charlton. Sein Debüt in der First Division gab er im Dezember 1957 bei einem 4:0-Sieg über Leicester City; in der Busby Babes genannten Formation ersetzte er Albert Scanlon, der auf die Linksaußenposition wechselte, auf der rechten Angriffsseite.
Der 18-Jährige flog im Februar mit Manchester United nach Belgrad, wo das Team im Europapokal der Landesmeister durch ein 3:3-Unentschieden bei Roter Stern das Halbfinale erreichte. Nach einem Zwischenstopp in München kam das Flugzeug von der Startbahn ab und explodierte; 23 der 44 Menschen an Bord starben. Morgans war das letzte Unfallopfer, das lebend gefunden wurde; zwei deutsche Journalisten hatten ihn – auf der Suche nach Filmmaterial, Stunden nach Beendigung der offiziellen Bergung – bewusstlos unter den Trümmern des Frachtraums entdeckt.
Er erholte sich schnell von seinen physischen Verletzungen, nahm nach nur einer Woche im Krankenhaus das Training wieder auf. Noch während der Saison 1957/58 stand er mehrmals für United auf dem Platz, darunter in diversen Pokalspielen und im Halbfinale des Europapokals gegen AC Mailand. Im Hinspiel in Old Trafford spielte er „voller Inbrunst für die verstorbenen Mannschaftskameraden“ und wurde „Spieler des Spiels“. Manchester gewann 2:1, verlor jedoch das Rückspiel mit 0:4.
Morgans fand nach dem Unglück nie wieder zu alter Form zurück. Er vermisste seine toten Mannschaftskameraden, hatte keine Freude mehr am Spiel im Erstligateam von United. David Meek, zeitgenössischer englischer Sportreporter, ist der Meinung, Morgans habe zu früh wieder mit dem Spielen angefangen. „Obwohl er sich körperlich ganz schnell erholt hatte,“ wird Meek im Nachruf der BBC zitiert, „konnte man sehen, dass seine Seele das Feuer und den Hunger verloren hatte. Ausdrücke wie posttraumatischer Stress gab es damals noch nicht, doch genau darunter hat er gelitten.“ Insgesamt absolvierte er für Manchester United nur 23 Spiele, erzielte nicht ein Tor.
1961 kehrte Morgans nach sechs Jahren in England zurück in seine walisische Heimat, spielte erneut für seinen Stammverein Swansea Town. In drei Spielzeiten kam er dort auf 54 Einsätze und erreichte 1964 mit den Walisern das Halbfinale um den englischen FA Cup. Anschließend spielte er drei weitere Jahre für Newport County, ehe er 1967 seine Laufbahn beendete.
Morgans arbeitete danach wieder im gelernten Beruf als Schiffsausrüster und später als Wirt. Er starb 73-jährig nach kurzer Krankheit am 18. November 2012.